# Sally Clark
Sally Clark (Devizes, Wiltshire, 15 de agosto de 1964 – Hatfield Peverel, Essex, 15 de março de 2007) foi uma solicitadora britânica que se tornou vítima de um erro da justiça. Ela foi condenada em Novembro de 1999 pelo assassinado dos seus dois filhos, Christopher em 1996, e Harry em 1998, ambos com poucas semanas de vida. Foi interposto recurso mas a condenação foi confirmada, em Outubro de 2000, vindo a ser cancelada num segundo apelo, em Janeiro de 2003.

## O caso
O caso tornou-se controverso devido ao envolvimento do Professor Sir Roy Meadow, um pediatra da University of Leeds que testemunhou no julgamento de Clark. Segundo ele "uma morte súbita na infância é uma tragédia para a família, duas são suspeitas e três são assassínio a menos que existam provas em contrário". Afirmou ainda que a hipótese de duas crianças de uma família abastada de não fumadores sofrerem de "síndrome de morte súbita" era de 1 em 73 milhões. Apesar disso, se a hipótese de uma dupla morte súbita é relevante para uma avaliação de culpa a hipótese de um duplo assassinato também o é, devendo por isso ser apresentadas e comparadas. Numa intervenção invulgar, a Royal Statistical Society escreveu ao "Lord Chancellor" em Outubro de 2000, afirmando que não havia bases estatísticas para o cálculo de Meadow.
Em 2002, a Comissão de Revisão de Casos Criminais remeteu o caso para o "Court of Appeal of England and Wales" depois de terem sido encontradas evidências de uma infecção com  staphylococcus aureus no Líquido cefalorraquidiano de Harry. Esta evidência fora alegadamente conhecida pelo patologista da prossecução, Alan Williams, desde Fevereiro de 1998, mas não fora partilhada com a equipa de defesa de Clark.
Clark foi libertada depois de ter cumprido três anos da sua sentença.

## Morte
De acordo com a sua família, Clark nunca foi capaz de recuperar-se dos efeitos da sua acusação e do seu aprisionamento. Era frequentemente abordada na rua por pessoas que queriam mostrar-lhe a sua simpatia, mas isso incomodava-a. Foi encontrada morta em sua casa, aos 42 anos, no dia 15 de Março de 2007, possivelmente por suicídio. O seu marido, Steve, que nunca a abandonou, encontrava-se em viagem de negócios em França.